# Пан
 Тази статия е за бога от древногръцката митология.  За други значения вижте Пан (пояснение).  
Пан (на старогръцки: Πάν, в превод вселена, свят, на гръцки: Πάνας) e Аркадски бог, син на Зевс и Калисто, или на Уран или Хермес и на Гея или нимфата Пенелопа. Първоначално божество на пасищата, но поради еднаквостта на името му с гръцката дума πασ,παντοσ (всичко) бил произведен с помощта на народоетимологията в бог на Вселената.

## Характеристика
Още като дете приличал на коза – бил обрасъл с косми по цялото тяло, с кози рога и крака и копита, с брада и с опашка. Майка му щом го родила се изплашила и го подхвърлила, но Хермес го намерил и занесъл повит в заешка кожа на Олимп. Боговете като го видели се изсмели, без да му обърнат особено внимание.
Пан бил преди всичко планинско божество. На него били посветени планинските пещери. Самият той живеел в пещера на планината Ликей в Аркадия, където растяла елата, неговото свещено дърво. Там танцувал с Ехо и другите планински нимфи. Пиндар го нарича най-съвършения танцьор сред боговете. Покровителствал пастирите, стадата, ловците, пчеларите и рибарите. Влюбил се в нимфата Сиринга и дълго я преследвал, докато тя, за да се предпази от него се хвърлила в аркадската река Ладона, където майка ѝ я превърнала в тръстика. От нея Пан направил овчарска свирка, носеща името на нимфата. Със свиренето си забавлявал нимфите и дори дръзнал да се състезава с Аполон, но бил победен по свирене от всеизвестния бог на изкуствата. Когато някой пътник се загубел в гората Пан излизал насреща му и го стряскал с чудовищната си фигура. Оттук идва „паника“

## Произход
В най-ранното си появяване в литературата, Пан се асоциира с богиня майка, като Кибела или Реа. Произхода на Пан е неясен; в някои митове той е син на Зевс, но в повечето е син на Хермес или Дионис; майка му е нимфа – понякога Дриопа, или Пенелопа от Мантинея, Аркадия. Тази нимфа се слива в някои легенди с Пенелопа, съпруга на Одисей. Павзаний записва история, в която Пенелопа изневерява на Одисей, когато я заточва в Мантинея до завръщането си. Друга история твърди, че тя е спала с всички 108 кандидати за нейни съпрузи и в резултат на това се родил Пан.
Римският Фаунус, бог на индо-европейския произход, е приравняван с Пан. Също като другите духове на природата, Пан изглежда да е по-стар от Олимпийците, имайки се предвид факта, че той може да е дал ловните кучета на Артемида и да е научил Аполон на способността да вижда в бъдещето.

## Почитане
Поклонението към Пан започва в Аркадия, която винаги е била основно седалище на почитането му. Аркадия е място на планинските хора, които биват презирани от другите гърци. Гръцките ловци бичували статуята на Пан, ако са били разочаровани от ловуването.
Като селски бог, Пан не е бил почитан в храмовете или други сгради, а в пещери, като тази на северния склон на Акропола в Атина. Единственото изключение е Храмът на Пан в югозападната част на Пелопонес, останките от който са оцелели и до днес

## Митология
Богът-коза Айгпан се храни от Амалтея, заедно с младенеца Зевс в Атина. В битката на Зевс с Гея, Айгпан и Хермес открадват сухожилията на Зевс, скрити от Тифон. Пан помага на приемния си брат в битката с Титаните, издавайки ужасен писък и разпръсквайки ги от ужас.
Един от най-известните митове за Пан, включва произхода на флейтата му, изработена от стъбла на куха тръстика. Сиринкс била прекрасна водна нимфа от Аркадия, дъщеря на Ландън, бог на реката. Връщайки се от лов един ден, Пан я среща. Тя бяга от него и не остава, за да чуе комплиментите за себе си. Той я преследва, докато тя не пристига при сестрите си, които я превръщат в тръстика. Когато задухал вятъра, тръстиката издавала невероятна мелодия. Богът, все още заслепен от красотата на нимфата, взема няколко тръстики, защото не можел да определи в коя точно тръстика се е превърнала нимфата и отрязал седем парчета, прикачил ги една до друга и изобретил музикален инструмент, носещ името на възлюбената му Сиринкс. След случилото се Пан рядко е забелязван без флейтата си.
Ехо била нимфа, страхотна певица и танцьорка, привличаща всеки мъж. Това не се нравело на Пан и той инструктирал последователите си да я убият. Ехо била разкъсана на парчета и разпръсната по целия свят. Богинята на земята Гея, получила парчетата от Ехо, чиито глас продължава и до днес да повтаря последните думи на хората. В някои версии, Пан и Ехо имат дете – агънце. В други Пан се влюбва в Ехо, но тя презирала всички мъже освен Нарцис. Ехо била прокълната от Хера да не може да говори, а само да повтаря последните думи на другите. Проследила Нарцис до басейн, където той се влюбил в собственото си отражение и се превърнал в цветето нарцис. Ехо починала, но гласът и все още може да бъде чут в пещери и други подобни места.
Пан също така харесвал нимфа, Пития, която се превърнала в бор, за да му се изплъзне.

## Еротични аспекти
Пан е известен със сексуалните си правомощия и често е изобразяван с фалос. Диоген от Синопа, казвал на шега, че Пан научава за мастурбацията от своя баща, Хермес, и на свои ред научава на нея овчарите.
Най-голямото завоевание на Пан е богинята на луната – Селена. Примамва я като се увива в овча кожа, за да скрие черните си кози крака и я пренесъл от небето в гора, където я прелъстил.

## Пан и музиката
Двама късни римски източници заменят Пан със сатира Марсий в история за музикален конкурс и частта с одирането на Марсий е пропусната.
Пан имал дързостта да сравнява музиката си с тази на Аполон, бога на лирата, и веднъж го предизвикал да изпитат уменията си. За главен арбитър е избран Тмулос, бога на планината. Пан духал на флейтата си и докарал голямо удоволствие със своята селска мелодия на себе си и верния си последовател, Мидас. Тогава Аполон засвирил на лира. Мелодията била толкова прекрасна, че Тмулос връчил наградата на Аполон и всички били съгласни с решението, освен Мидас. Той поставил под въпрос справедливостта на отсъждането. Аполон се разгневил и превърнал ушите на Мидас в магарешки.

## Козирог
Съзвездието Козирог е традиционно изобразявано като морска коза – коза с опашката на риба. Един „Египетски“ мит, изглежда бива измислен, за да оправдае връзката на Пан с Козирога – казва се, че Айгпан – това е Пан в аспекта на бог коза, е нападнат от чудовището Тифон и се гмурва в Нил. Частта от тялото му останала над водата си останала козешка, но тази отдолу се превърнала в рибена опашка.